# Smederna
Eskilstuna Smederna (officiellt Smederna Eskilstuna SF) , är en speedwayklubb i Eskilstuna i Sverige. Deras hemmabana är Smedstadion, med en publikkapacitet på cirka 16 000 åskådare. Där har bland annat tre deltävlingar i VM-serien arrangerats.

## Historik
Smedernas historia börjar egentligen i Nyköping. Griparna från Nyköping var med i seriespeedway redan 1948 och 1949 började en del matcher köras i Eskilstuna. Dåtidens Griparna var en allians mellan 3 Sörmlandsklubbar; Nyköpings MS, SMK Sörmland och Eskilstuna MK. 1949 kördes hälften av Griparnas matcher i Nyköping och hälften i Eskilstuna. 13 maj kördes första seriematchen på Tunavallens B-plan i Eskilstuna. 1950 kördes 4 matcher i Nyköping och bara 2 i Eskilstuna, men året därpå bytte man namn till Smederna och körde alla matcher i Eskilstuna.
Smederna skapades 1951 på Tunavallens B-plan och en stor del av det laget kom ifrån Griparna i Nyköping. Bland den första truppen kan man bland annat hitta Joel Jansson och Olle Segerström som också vann Par-SM 1954. Många förare har kört för Smederna, men det namn som sticker ut mest är nog Tommy Jansson som omkom i en olycka på Gubbängen 1976. Andra kända förare är Peter Nahlin som är expertkommentator åt SVT idag, Bert Lindarw som tog silver resp. brons individuellt i SM 52-52 och är Christer Lindarws far, Berndt Persson, som var VM-tvåa -72 på Wembley och tog individuellt SM-guld —77, samt världsmästare som Mark Loram, Billy Hamill och Nicki Pedersen.
I slutet av 2008 förvärvade Ikaros AB rätten att under tre år disponera namnet på Smederna..
I juli 2009 beslutade Svenska Motorcykel- och Snöskoterförbundet att inte bevilja Smederna fortsatt elitlicens, och därmed kastades laget ut från Elitserien inför säsongen 2010 efter år av ekonomiska problem och ett underskott på 3,7 miljoner SEK . Den 6 juli 2009 beslutade man att lägga ner elitverksamheten, och tabellen fick räknas om . Smedernas resultat ströks . Laget fick då börja om i division 1.
2010 vann man sedan division 1 och körde sedan i allsvenskan. Den 13 september 2012 hände det som alla smedfans hade hoppats på, genom att besegra Rospiggarna på Smedstadion utanför Eskilstuna blev Smederna åter ett lag i Elitserien inför säsongen 2013.
Efter att ha slutat på femteplats i serien säsongen 2017 lyckades Smederna vinna SM-guld på bortabana efter finalseger mot Elit Vetlanda.
Säsongen 2018 vann Smederna återigen SM-guld. Denna gång på hemmabana efter dubbla finalsegrar mot Dackarna från Målilla.
År 2019 ställdes Smederna, liksom året innan, åter mot Dackarna i SM-finalen och vann på bortabana efter dubbla finalsegrar. Detta blev det tredje SM-guldet i rad och det femte totalt.
Smederna lämnade högsta serien Bauhausligan 2020 eftersom de inte ville köra inför tomma läktare till följd av coronarestriktioner och därmed gå miste om stora intäkter. När det blev en ledig plats i division 1 valde Smederna att tacka ja till den. År 2021 var Smederna tillbaka i högsta serien.
Det sjätte guldet kom 2022, efter dubbla finalsegrar mot Lejonen från Gislaved.

## Banfakta, banrekord och publikrekord
Smedstadion
Byggd: 2000 - 2001, invigd 2002
Längd: 335 meter
Dosering: Första kurvan 8 %, andra kurvan 4 %
Kurvradie: 32,5, raksträckan 64 m
Banrekord
Gamla ljuddämparen: Mikael Max 57,3  (2009)
Nya ljuddämparen: Kenni Larsen 58,0 (4 juni 2013)
Isracing: Stefan Svensson, 54,4 (16 februari 2013)
Publikrekord
Smedstadion
GP - 9 000 (2005)
Seriespeedway -  8 977 - SM-final Smederna - Dackarna (3 oktober 2018)
Snälltorpet
SM-final - 12 245 (1974)
Seriespeedway - 5 627 - Smederna - Rospiggarna (4 september 2001)
B-plan
Internationell Stjärngala - 9 072 (14 juni 1948)
Seriespeedway - 6 000 - Smederna - Vargarna (14 maj 1951)
Tunavallens A-plan
7 200 (16 oktober 1948)

## 2017 års trupp
- Michael Jepsen Jensen (lagkapten)
- Matej Zagar
- Grigorji Laguta
- Mikkel Michelsen
- Grzegorz Walasek
- Andrej Karpov
- Rasmus Broberg
- Johannes Stark
- Pontus Didriksson
- Pawel Przedpelski (ersatt genom transferfönster)
- Andzejs Lebedevs (tillkom genom transferfönster)
- Linus Eklöf (gäst)
- Pontus Aspgren (gäst)

## 2011 års trupp
- Daniel Henderson
- Daniel Gunnestad
- Henrik Karlsson
- Kenni Larsen (NY 2011, debut i Sverige)
- Linus Eklöf
- Emil Pulczynski (NY 2011, debut i Sverige)
- Kamil Pulchnski (NY 2011, debut i Sverige)
- Rasmus Broberg (NY 2011, från Smederna 80cc)
- Rasmus Eklöf
- Stefan Hurtig (NY 2011, från Rospiggarna 80cc)

Gästförare:
- Magnus Zetterström
- Thomas H Jonasson
- Ricky Kling

## 2009 års trupp före konkursen
- Wieslaw Jagus
- Krzysztof Buczkowski
- Magnus"Zorro"Zetterström
- Daniel King
- Martin Vaculik
- Troy Batchelor
- Mikael Max
- Henrik Karlsson

## Lagmedaljer
| År   | Medalj |
| ---- | ------ |
| 1951 | Silver |
| 1952 | Silver |
| 1953 | Brons  |
| 1972 | Brons  |
| 1973 | Guld   |
| 1975 | Silver |
| 1977 | Guld   |
| 1978 | Brons  |
| 1982 | Brons  |
| 1993 | Silver |
| 2003 | Silver |
| 2017 | Guld   |
| 2018 | Guld   |
| 2019 | Guld   |
| 2022 | Guld   |